# Kisszőlős
Kisszőlős es un pueblo ubicado en el distrito de Devecser, en el condado de Veszprém, Hungría.

## Superficie
Posee una superficie de 6,490 kilómetros cuadrados.

## Demografía
Hasta 2019 la población era de 134 habitantes, con una densidad de población de 20,65 habitantes por kilómetro cuadrado.